# 14942 Stevebaker
14942 Stevebaker (1995 MA) là một tiểu hành tinh vành đai chính được phát hiện ngày 21 tháng 6 năm 1995 bởi AMOS ở Haleakala.